# بندقية التخدير

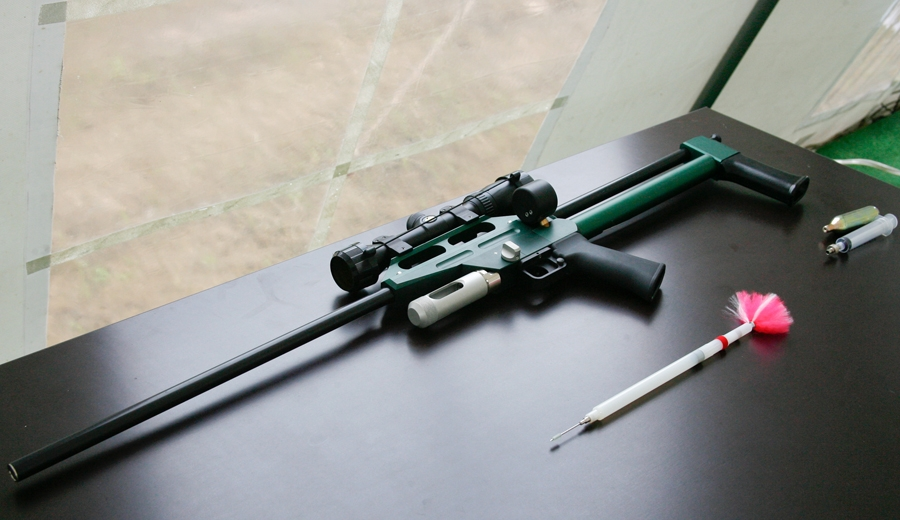
بندقية تخدير

بندقية التخدير (والمعروفة أيضاً ببندقية المُهدئات) هي بندقية هواء غير قاتلة، وغالباً ما تُستخدم لتخدير الحيوانات عن طريق قذيفة حقن من المواد الكيميائية المُخدرة، والتي عادة ما يُشار إليها بالمُهدئات. هذه البنادق تُطلق إبرة تحت الجلد، مملوءة بجرعة محلول مُخدر، والذي يكون إما مُهدئ أو مُعيق للحركة، والذي بمجرد حقنه سيُضعف وظائف الهدف المادية مؤقتاً لمستوى يسمح بالاقتراب منه والتعامل معه بدون مقاومة، ومن ثم بطريقة آمنة. بنادق المُهدئات تمتلك تاريخ طويل من الاستخدام في آسر الحيوانات البرية دون المُخاطرة بإحداث إصابات خطيرة لكلاً من الصياد والهدف. كما يمكن أيضاً إطلاق سهام المُهدئ بواسطة القوس والنشاب أو بندقية.

## التاريخ
أُخترعت بندقية التخدير في حقبة خمسينات من القرن العشرين على يد النيوزيلندي كولين مردوخ فبينما كان مردوخ يعمل مع زملائه على دراسة قطعان الماعز البري والغزلان في نيوزيلندا، فكّر مردوخ أن الحيوانات ستكون أسهل بكثير للقبض عليها وفحصها، ثم إطلاق سراحها، إذا أُعطيت جرعة من المُهدئ من قذيفة بعيدة. وبدأ مردوخ في تطوير مجموعة من البنادق والسهام والمسدسات التي كان لها تأثير هائل على علاج ودراسة الحيوانات في جميع أنحاء العالم.